# Katsuya Ishihara
Katsuya Ishihara (石原 克哉, Ishihara Katsuya) est un footballeur japonais né le 2 octobre 1978. Il évolue au poste de milieu de terrain.

## Biographie
Katsuya Ishihara est vice-champion de J-League 2 en 2010 avec le Ventforet Kofu.
Il dispute 83 matchs en 1re division japonaise avec ce club.